# Synagris cornuta
Synagris cornuta är en stekelart som först beskrevs av Carl von Linné 1758.  Synagris cornuta ingår i släktet Synagris och familjen Eumenidae.

## Underarter
Arten delas in i följande underarter:
- S. c. basalis
- S. c. didieri
- S. c. flavofasciata
- S. c. ituriensis
- S. c. maculata
- S. c. rufithorax
- S. c. similis
- S. c. ugandae